# Scharans
Scharans (toponimo tedesco; in romancio Scharons) è un comune svizzero di 793 abitanti del Canton Grigioni, nella regione Viamala.

## Geografia fisica
Scharans è situato nella Domigliasca, alla destra del Reno Posteriore e dell'Albula; il punto più elevato del comune è la cima del Piz Danis (2 497 m s.l.m.), sul confine con Almens e Obervaz.

## Storia
Da Scharans, in epoca romana, passava la via Spluga, strada romana che metteva in comunicazione Milano con Lindau passando dal passo dello Spluga.

## Monumenti e luoghi d'interesse
- Chiesa riformata di Santa Maria, attestata dal 1410[3];
- Casa Gees con dipinti in facciata[senza fonte].

## Società

### Evoluzione demografica
L'evoluzione demografica è riportata nella seguente tabella:
Abitanti censiti

### Lingue e dialetti
Già paese di lingua romancia, Scharans si è progressivamente germanizzato: nel 1980 parlava romancio il 12% della popolazione, nel 2000 il 2%.

## Economia
L'economia locale trae impulso principalmente dall'allevamento e dall'agricoltura.

## Infrastrutture e trasporti
Scharans dista 4,5 km dalla stazione ferroviaria di Cazis, 2 km dall'uscita autostradale di Thusis nord sull'autostrada A13/E43 e 26 km da Coira.